# Fitnete Rexha
Fitnete Rexha, född den 3 april 1933 i Tirana i Albanien, död den 14 augusti 2003 i Tirana i Albanien, var en albansk sångerska.

### Fotnoter
1. ↑  Spiro J. Shetuni (2014). Albanian Traditional Music: An Introduction, with Sheet Music and Lyrics for 48 Songs. sid 52.